# Емченко, Андрей Иванович
Андрей Иванович Емченко (28 октября 1893, Пруссы — 18 февраля 1964, Киев) — советский физиолог. Член-корреспондент АН УССР (1957—1964).

## Биография
Родился 28 октября 1893 года в селе Пруссы.
В 1925 году окончил Киевский медицинский институт. Ещё будучи студентом, с 1921 года работал на кафедре физиологии человека и животных Киевского государственного университета (с 1933 года переведён на должность заведующего кафедрой этого же университета). Один из организаторов научно-исследовательского института физиологии животных при КиевГУ, который заработал с 1945 года.
Член-корреспондент АН УССР (1957—1964).
Скончался 18 февраля 1964 года в Киеве. Похоронен на Байковом кладбище.

## Научные работы
Основные научные работы посвящены изучению физиологии сердечной деятельности, пищеварения, а также высшей нервной деятельности человека и животных.
- Исследовал механизм адекватного раздражения химических рецепторов слизистой оболочки полости рта.
- Получил данные о физиологических механизмах ориентации животного в пространстве.
- Изучал роль гипоталамуса в регуляции вегетативных функций.
- в 1952 году совместно с Даниилом Воронцовым написал учебник Физиология животных и человека.